# Perilampus regalis
Perilampus regalis är en stekelart som beskrevs av Smulyan 1936. Perilampus regalis ingår i släktet Perilampus och familjen gropglanssteklar. Inga underarter finns listade i Catalogue of Life.